# Сборная Зимбабве по футболу (до 20 лет)
Сборная Зимбабве по футболу до 20 лет — национальная команда, представляющая Зимбабве в своей возрастной категории. Управляющей организацией является Зимбабвийской футбольной ассоциацией, имеющей членство в ФИФА, КАФ и КОСАФА. Футболисты из Зимбабве в возрасте 20 лет шесть раз становились чемпионом КОСАФА.

## История
Впервые сборная Зимбабве до 20 лет выступила на международном уровне в рамках первого раунда чемпионата Африки 1981 года, где по сумме двух матчей обыграла Эфиопию, но в следующем раунде уступила Египту. В 1983 и 1985 году команда доходила до 1/4 финала турнира и впоследствии не являлась участником финального турнира, не преодолевая квалификационный этап.
На чемпионате КОСАФА Зимбабве шесть раза становилось победителем, четыре раза завоёвывало серебряные награды и шесть раз — бронзовые. Лучшим бомбардиром 2018 года становился Делик Муримба . Награду лучших вратарей чемпионата КОСАФА получали Джордж Чигова (2010) и Тинотенда Али (2018).
С марта 2024 года главным тренером является Саймон Маранге.

## Достижения
- Чемпион КОСАФА (до 20 лет): 1985, 1988, 1990, 2001, 2002, 2007

## Результаты выступлений
| Кубок африканских наций (до 20 лет) | Кубок африканских наций (до 20 лет) | Кубок африканских наций (до 20 лет) | Кубок африканских наций (до 20 лет) | Кубок африканских наций (до 20 лет) |
| Год                                 | Результат                           |                                     | Год                                 | Результат                           |
| ----------------------------------- | ----------------------------------- | ----------------------------------- | ----------------------------------- | ----------------------------------- |
| 1979                                | не участвовала                      | 2003                                | не прошла квал.                     |                                     |
| 1981                                | первый раунд                        | 2005                                | не прошла квал.                     |                                     |
| 1983                                | 1/4 финала                          | 2007                                | не прошла квал.                     |                                     |
| 1985                                | второй раунд                        | 2009                                | не прошла квал.                     |                                     |
| 1987                                | дисквалификация                     | 2011                                | снялась                             |                                     |
| 1989                                | не участвовала                      | 2013                                | снялась                             |                                     |
| 1991                                | не прошла квал.                     | 2015                                | не участвовала                      |                                     |
| 1993                                | не прошла квал.                     | 2017                                | не прошла квал.                     |                                     |
| 1995                                | не участвовала                      | 2019                                | не участвовала                      |                                     |
| 1997                                | не прошла квал.                     | 2021                                | не прошла квал.                     |                                     |
| 1999                                | не участвовала                      | 2023                                | не участвовала                      |                                     |
| 2001                                | не участвовала                      | 2025                                |                                     |                                     |